# شیکاگوی شرقی (ایندیانا)
شیکاگوی شرقی، ایندیانا (به انگلیسی: East Chicago, Indiana) یک شهر در ایالات متحده آمریکا با جمعیت ۲۹٬۶۹۸ نفر است که در شهرستان لیک، ایندیانا واقع شده‌است.

## موقعیت جغرافیایی
موقعیت جغرافیایی شهرها و مناطق اطراف به شرح زیر است: